# María Eugenia Rubio (cantante)
María Eugenia Rubio (1933 – 9 de diciembre de 2013) fue una cantante y actriz mexicana, considerada una de las pioneras del rock and roll en México.
Inició su carrera cantando boleros y grabando temas como "Cachito" y "Te adoraré más y más" para Musart Records .
A principios de la década de 1960, alcanzó un mayor éxito como cantante de rock and roll y grabó dos álbumes de estudio con el sello Orfeón. También actuó en las películas, Jóvenes y rebeldes (1961), con Adalberto Martínez "Resortes", A ritmo de twist y Las hijas del Amapolo (ambas de 1962), donde interpretó su exitoso sencillo "Fuiste tú".

### Historia musical
Durante el año de 1960, a los 27 años, María Eugenia Rubio se incorporó a un grupo de quienes ambicionaban fama, fortuna y aprovechando la apertura de un giro nuevo musical como el Rock and Roll en español, con el surgimiento de nuevas costumbres, hábitos, modas todas ellas impuestas y con impulso de la juventud que al fin era considerada como una generación de cambio y de consumo, nunca antes considerada por la sociedad mexicana de ese tiempo y es cierto que tenía algunos años dentro del ambiente artístico entonando canciones, no contó con los argumentos, apoyo y promoción de sus casas grabadoras además de la cantidad de intérpretes de ese tipo de músico, muchos de ellos procedentes de las décadas de los años 40 y 50 y que aun estaban vigentes. La gente joven no grababa este tipo de música. Se tenía poco conocimiento del público de este tipo de intérpretes, hasta que surgió el Rock and Roll y vieron la oportunidad con este tipo de música, muy rítmico, melodioso y con la utilización de otro tipo de instrumentos y arreglos musicales que hacía furor en Estados Unidos y se iniciaba su diseminación hacia Inglaterra. Su anterior aventura musical, no interfirió en nada para su desarrollo en este ritmo juvenil, siendo testigo de su primer éxito Fuiste tú, Mágica luna, Un tipo es un tipo y Cándida la colocaron rápidamente en el gusto de la juventud. La agudización de la voz pero siendo su característica el tartamudeo al cantar, la cual la impulsaron en su tipo de estilo musical.
Grabaría para el sello musical de Discos Orféon que fueron da los primeros sellos musicales que le tuvieron fe, la cual la promovió por mucho tiempo, con un éxito rotundo y con ventas importantes, siendo incluida como parte del elenco del programa semanal Premier Orféon Dimsa el cual se transmitía por TV los viernes a las 20.30 horas, proporcionando a los jóvenes la oportunidad de escuchar sus éxitos, conocerla así como la presencia de otras estrellas. Dos discos LP (Long-Play) fueron grabados en el sello discográfico, siendo el primero editado en 1961, suficiente para su consagración y siendo un éxito al ser difundidos por las estaciones de radio dedicadas a la juventud. Mi banco de escuela, La melancólica y Eso, eso además de No, Núbole y el Túnel del amor consiguiendo éxitos importantes y ser considerada como una precursora de la época del Rock And Roll destacando el coro de lujo que la acompañó en muchas de estas grabaciones: Las hermanas Jiménez.
En 1962 apareció su segundo disco LP que fue un exitazo, siendo la canción insignia Prende una mechita seguido por Cuando se esta enamorada, La tartamuda, Sí mi hijita linda además de Antes, Quiero tenerte cerca y Señor compositor que fueron muy bien recibidas por la audiencia juvenil.

## Discografía
- Cándida..! con María Eugenia Rubio (1961)
- María Eugenia Rubio (1962)

## Filmografía
- Jóvenes y rebeldes (1961)
- A ritmo de twist (1962)
- Las hijas del Amapolo (1962)